# Modelismo

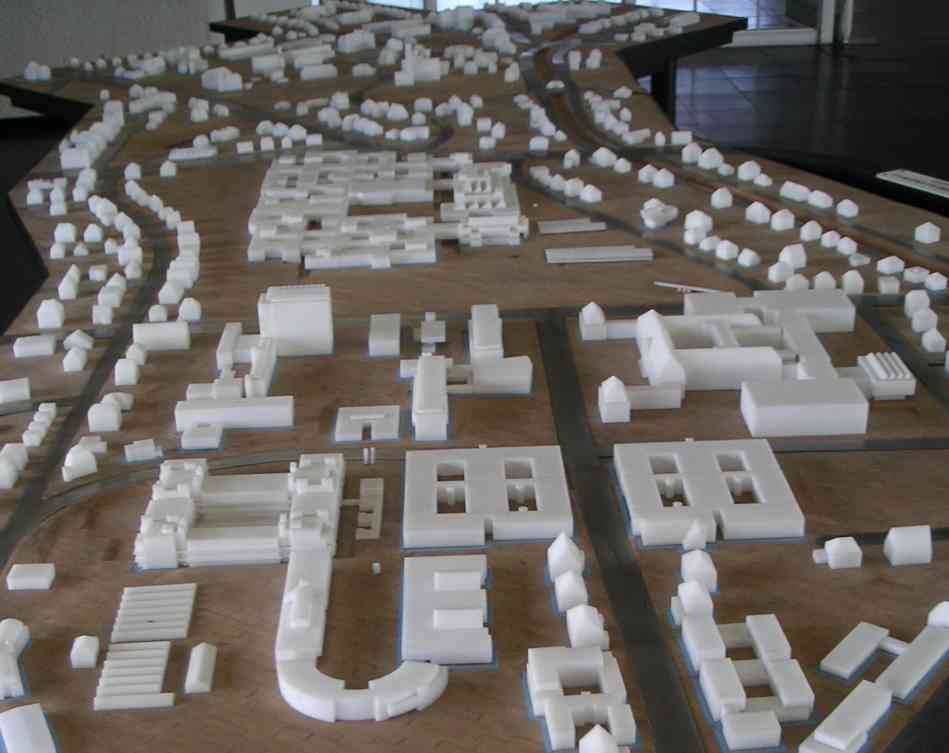
Uma maquete do campus de uma universidade.

Modelismo é a recriação, em escala reduzida, de modelos de carros, navios, aviões, helicópteros, comboios (trens) e até mesmo personagens, entre outros. Essas recriações podem se destinar a atividades profissionais, mas, de um modo geral têm caráter recreativo.

## Nomenclatura
Essas são as nomenclaturas mais comumente utilizadas no modelismo:
- Modelo: (Do latim modulus, diminutivo de modus, modo.) Reprodução em escala de objeto ou pessoa (aviões, embarcações, veículo, personalidades históricas, etc.).
- Manequim: (Do neerlandês mannekin, diminutivo de man, homem, pelo francês mannequin, figurino.) Imitação em escala do corpo humano, podendo ser articulado ou não.
- Dummy: (Termo da língua inglesa) Modelo de figura humana, em tamanho natural, articulado, feito de materiais que se quebrem, se rompam, e que tenha peso semelhantes aos de um humano, para uso dos engenheiros, designers, ergonomistas, biomédicos, etc. Comum em teste de impacto (crash-test) realizado pelas indústrias automotivas, aeronáuticas, etc.
- Maquete ou Maqueta: (Do italiano macchietta, borrão.) Reprodução em escala de projeto arquitetônico ou de engenharia.
- Diorama: (Do grego dia, através, + horama, vista, espetáculo.) Reprodução de ambiente, natural ou não, que conta visualmente, uma situação histórica ou ficcional.
- Mock-up: (Do inglês mock, imitar, simular, + up, ser capaz de.) Modelo em tamanho natural (escala 1:1) semelhante visualmente ao original, mas não funcional, por ser feito em outro material, ou por falta de equipamento para funcionar (motor, por exemplo).
- Protótipo: (Do grego e do latim prototypos, primeiro exemplar.) A rigor, o primeiro objeto totalmente funcional. Alguns setores industriais chamam de protótipo todos os primeiros produtos que se destinarão exclusivamente aos testes de funcionamento/aprovação.
- Modelo de série: Produto que será destinado ao mercado de consumo.

## Características
Cada modelo recriado obedece a escalas específicas, normalmente escalas lineares que servem para estabelecer uma relação entre as dimensões do objeto real e do modelo recriado. Para fins de lazer, destacam-se o ferromodelismo, o plastimodelismo, abrangendo modelos de aviões, navios e personagens (geralmente super-heróis ou vilões), e também o modelismo rádio controlado, também em várias vertentes. Como uso profissional, destaca-se o uso de modelos e maquetes para levantamento de dados como flutuabilidade, resistências mecânicas, aerodinâmicas, hidrodinâmicas etc.

## Curiosidades
A maior exibição de modelismo na Áustria ocorre anualmente no final de outubro na feira de negócios conhecida como Messe Wien realizada em Viena.
Durante alguns anos foram desenvolvidos diferentes modelos de iates rádio controlados para o nautimodelismo. As competições são realizadas em conjunto com eventos de modelismo nacionais e internacionais, como o Campeonatos Mundial de 2012 em Cherrueix.

## Variações

### Aeromodelismo

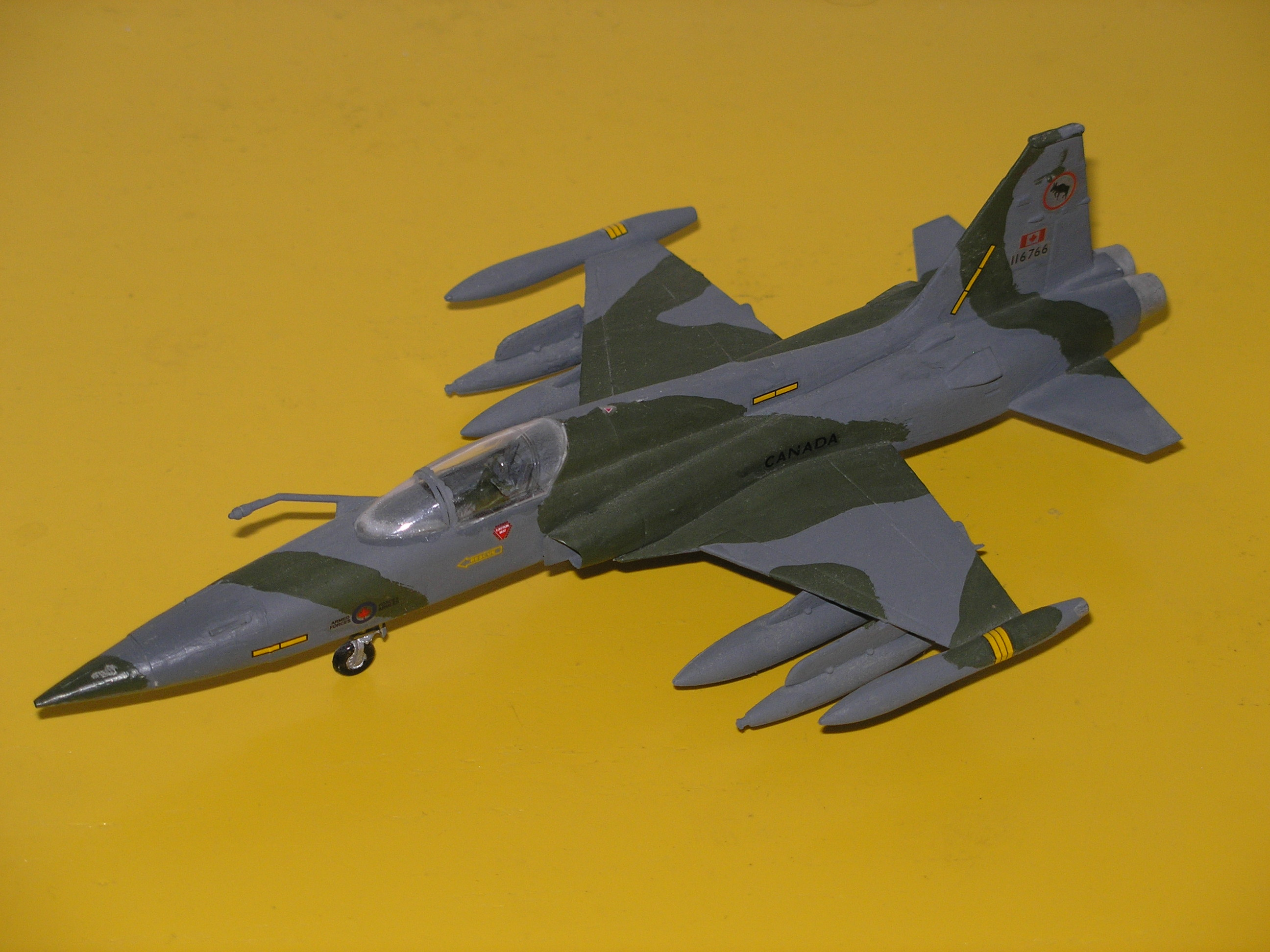
Modelo de um avião de caça.

Aeromodelismo é a construção de modelos, em escala reduzida, de estruturas aeronáuticas e aeroespaciais (aviões, balões, foguetes etc.). Existem várias categorias conforme o tipo de aeromodelo:
- VCC - voo circular controlado, no qual o aeromodelo fica ligado ao aeromodelista por meio de cabos;
- Rádio Controlado - o aeromodelo é controlado por meio de um rádio de controle remoto e é, atualmente, a mais praticada dividindo-se em duas modalidades, que se diferem pelo seu tipo de motor: aeromodelos com motores a explosão (combustão interna) e os aeromodelos com motores elétricos;
- Voo livre - o aeromodelo, depois de lançado, não sofre mais nenhuma interferência por parte do aeromodelista. Pode ser aeromodelo com motor, com elástico ou sem propulsão própria.

### Automodelismo

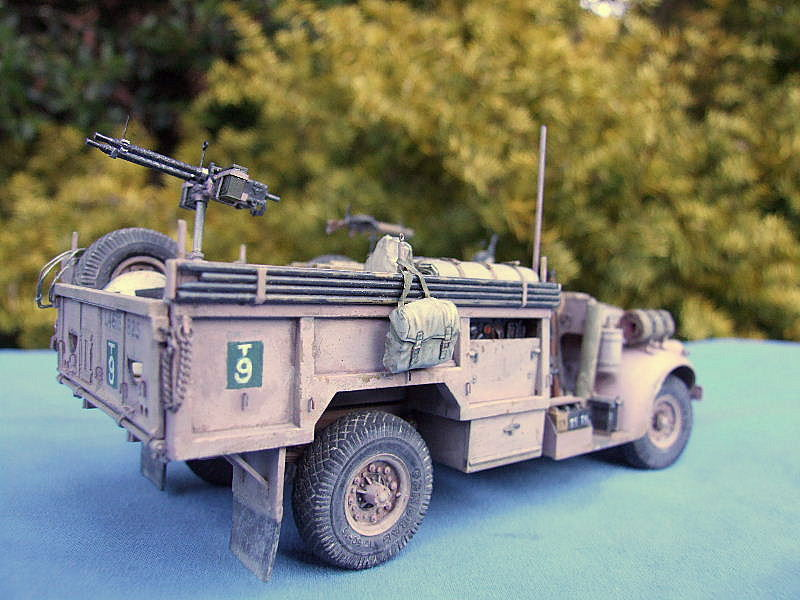
Modelo de caminhão militar.

Automodelismo é a prática de modelismo em automóveis, que podem ser de controle remoto ou estáticos. Entre os automodelos de controle remoto existem os movidos a combustível ou elétricos. Os modelos de combustão utilizam como principal combustível o metanol, com uma percentagem de nitrometano que vai até uns 40%, sendo aconselhável, para maior durabilidade, não ultrapassar os 20% a 25% misturado com óleo 2 tempos, geralmente sintético, mas por vezes à base de rícino.
Também existem dois grupos principais de Automodelos: On road e Off road. Os modelos on road são para pistas asfaltadas e são muito semelhantes a carros de Stock Car, já os off road são para terra ou terrenos acidentados. Para cada grupo existem categorias que determinam seu tamanho. As mais comuns são 1/5, 1/8 e 1/10. Estes números representam escalas comparando-se com carros verdadeiros, ou seja, um automodelo 1/10 tem um décimo do tamanho de um carro real.
O automodelismo radio-controlado, conta com campeonatos estaduais, nacionais e mundiais.
Há vários fabricantes conhecidos: HoBao, OFNA, Kyosho, Tamiya (Japão), Traxxas(U.S.A), DuraTrax (U.S.A.), HPI (U.S.A.), Thunder Tiger (Taiwan), Serpent, Mugen, Xray, CEN

### Ferromodelismo

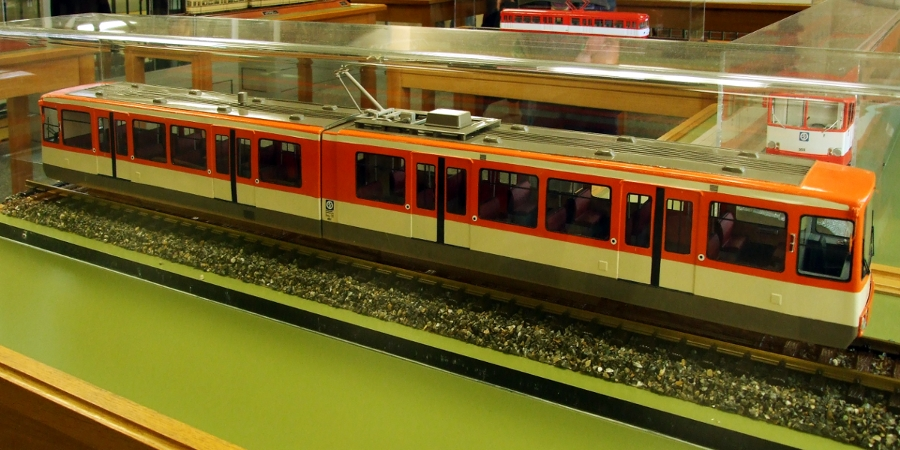
Modelo de trem urbano.

No caso concreto do modelismo ferroviário, também chamado ferromodelismo, este passatempo pode assumir diversas facetas, desde a simples exibição de miniaturas em cenas reduzidas (dioramas) à construção integral de complexas maquetes onde miniaturas de composições ferroviárias circulam nas ferrovias, em ambiente que reproduz detalhadamente uma determinada região, com as suas características geográficas mais relevantes.

### Helimodelismo

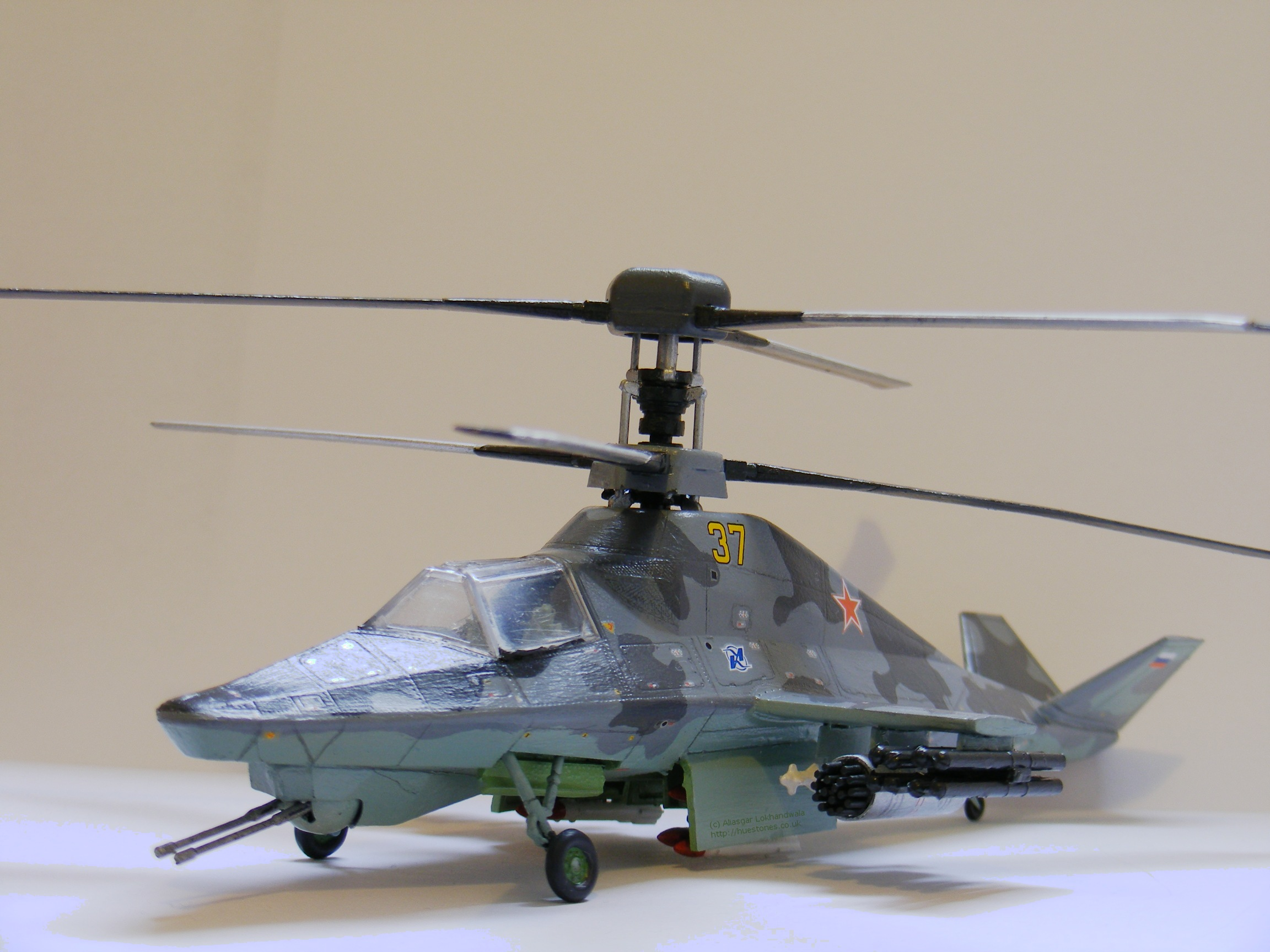
Modelo de helicóptero militar.

É a construção em miniatura de helicópteros (civis e militares), mantendo suas mesmas características para voo, normalmente, com controlo remoto, utilizando motores a explosão (combustão interna) e elétricos.

### Nautimodelismo
O mesmo que naviomodelismo, o nautimodelismo é a construção de modelos reduzidos de veleiros, transatlânticos, barcos e navios (civis e militares).

### Plastimodelismo

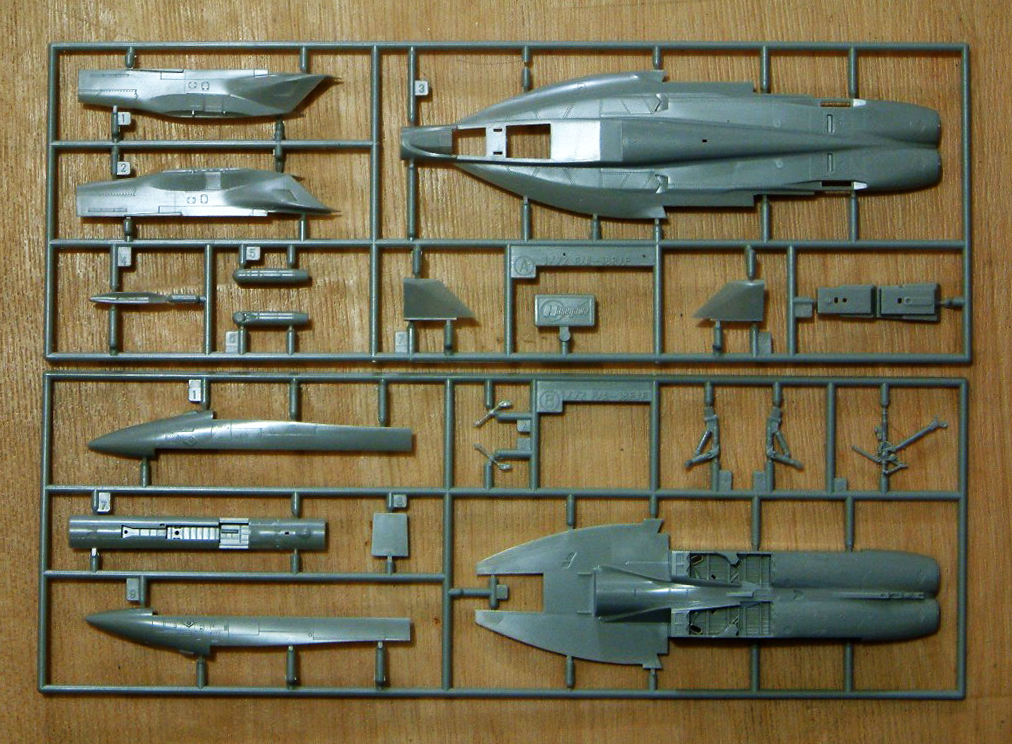
Um "kit" de plastimodelismo.

No plastimodelismo, todos os modelos são necessariamente feitos de material plástico, destacadamente da família do estireno, sendo que alguns "kits" podem ter (ou permitir a adaptação de) motores ou formas de propulsão ou locomoção. São simples modelos plásticos em escala. Existem plastimodelos de vários tipos, como de aviação (civil ou militar), veículos civis, carros de competição, motos, militaria (carro de combate, transporte especializado, obuseiros e peças de artilharia), navios e embarcações e até mesmo de figuras.

### Modelismo com Papel
A modelagem de papel produz modelos em escala a partir de folhas de cartolina nas quais as peças foram impressas, geralmente em cores. Essas peças seriam cortadas, dobradas, pontuadas e coladas. Pepakura ou Papercraft é a arte de combinar esses modelos para criar criações complexas, como trajes de blindagem, personagens em tamanho real e modelos de armas precisos. Alguns também usam papel fotográfico e os laminam por calor, evitando assim que o lado impresso se desgaste, além de um efeito realístico melhorado em certos tipos de modelos (navios, carros, ônibus, trens, etc.). Modelos de papel pode ser usado como referências para fazer adereços com outros materiais também.
Um estilo de construção de modelo de papel usado foi desenvolvido por Wallis Rigby. Rigby era internacionalmente conhecido por seus modelos em papel de aviões, barcos e trens antes (e durante) para a Segunda Guerra Mundial. Esses livros continham a construção Tab-and-Slot. Ele é geralmente creditado com este método de construção de modelos de papel.